# Duško Tošić
Duško Tošić (født 19. januar 1985 i Zrenjanin, Jugoslavien) er en serbisk fodboldspiller, der spiller som venstre back hos den tyrkiske klub Beşiktaş. Tidligere har han spillet for blandt andet FC Sochaux, Portsmouth, Werder Bremen, Queens Park Rangers F.C., Real Betis samt OFK Beograd i sit hjemland.
I 2009 var Tošić med til at vinde den tyske pokalturnering med Werder Bremen.

## Landshold
Tošić har (pr. april 2018) spillet 22 kampe og scoret ét mål for Serbiens landshold, som han debuterede for den 15. november 2006 i en venskabskamp mod Norge. Han var efterfølgende en del af den serbiske trup til OL i Beijing i 2008.

## Titler
DFB-Pokal
- 2009 med Werder Bremen